# Cryptinae
Cryptinae zijn een onderfamilie van insecten die behoren tot de familie van de gewone sluipwespen (Ichneumonidae). Het typegeslacht van de onderfamilie is Cryptus Fabricius, 1804.

## Taxonomie
De volgende  geslachten zijn bij de familie ingedeeld:(niet compleet)
- Cryptus Fabricius, 1804
- Messatoporus Cushman, 1929[2]